# 群落
生物系统层级关系：生物圈 > 生态系统 > 群落 >  > 个体
在生態學中，群落又称群集、群聚，是指同時佔據同一地理區域的兩個以上物種所形成的種群之聯合（association）或群體。群落另有许多异名，如：生物群落（biocoenosis，biotic community，biological community）、生态群落（ecological community）、生命群聚（life assemblage）。此術語有多種用途，最簡單的形式是指特定地點或時間的生物群體，例如「某水體工業化之前的魚類群落」。
群落生態學（community ecology）或群落學（synecology）是研究群落中物種之間在許多空間和時間尺度上的相互作用，包括分佈、結構、豐富程度、個體數量統計和共存種群的相互作用。群落生態學的主要焦點是由特定基因型和表現型特徵決定的族群之間的相互作用。在評估群落生態時，了解物種多樣性的起源、維持和後果非常重要。群落生態學也考慮影響物種分佈或相互作用的非生物因素（例如土壤的pH值）。

## 变化的从属关系
一个物种，特别是当它迁徙的时候，它会成为不同生物群落的成员。例如，在海洋的幼河鳗鱼以叶状幼体的形式属于浮游生物，后来成为草鳗时它则成为海洋自游生物，到最后它成为河流里或湖里的自游生物。而不同的生长阶段也会使一个物种轨归到不同的群落中去。例如大多数的蟹的幼体是无节幼体，算作浮游生物。但成体却会生活在水中或岸边，这时它们就属于底栖生物。而很多贝类动物和多毛纲动物也是如此。

## 群集的特性
- 一个群集生境的小生境越是多样，那么其中的物種就越丰富。（热带雨林）
- 一个群集生境的非生物因素和全球平均值相差越大，其物种也会越少，但个体数目却会越多。这个区域的群集通常是高特异性的。（盐湖，深海）
- 一个群集生境的生存环境越是缓慢连续地交替改变，群集也越丰富。（珊瑚礁）

## 群集的结构
在生物群集中，各个种群占据了不同的空间，使群落具有一定的结构。群落的结构包括垂直结构和水平结构。

### 垂直结构
垂直结构是指在群落生境的垂直方向上，群落具有的明显分层现象。
以森林的群集结构为例。在植物的分层上，由上至下依次是乔木层、灌木层和草本植物层。动物的分层亦呈这种垂直结构：鹰、猫头鹰、松鼠居于森林上层，大山雀、柳莺等小型鸟类在灌木层活动，鹿、獐、野猪等兽类居于地面，蚯蚓、马陆等低等动物则在枯叶层和土壤中生存。

### 水平结构
水平结构是指在群集生境的水平方向上，种群呈镶嵌分布。由于在水平方向上存在的地形的起伏、光照和湿度等诸多环境因素的影响，导致各个地段生物种群的分布和密度的不相同。
同样以森林为例。在乔木的基部和被其他树冠遮盖的位置，光线往往较暗，这适于苔藓植物等喜阴植物的生存；在树冠下的间隙等光照较为充足的地段，则有较多的灌木与草丛。

## 群集的演替
一個群集被另一個群集取代的過程稱為群集的演替。

## 生物尸积群
生物尸积群显示了地质史上某个瞬间的群落状况。在这么一个生物尸积群里，一个群落的生物会被共同埋在一起并成为化石。

## 参見
- 生态平衡